# Parque natural de Sorteny
El parque natural de Sorteny (Parc Natural de Sorteny, en catalán) es un espacio natural protegido de los Pirineos de Andorra. Ocupa un área de 1.080 ha en la parroquia de Ordino, en el noroeste del país. Hogar de dos de los picos más altos del país, el pico Serrère y el pico del Estanyó, el parque pertenece a la alta montaña pirenaica. El río Sorteny y sus afluentes constituyen humedales que albergan especies excepcionales de plantas y animales que llevaron a la clasificación del parque como sitio Ramsar en 2012.

## Descripción
Establecido en 1999, ocupa una superficie de 1.080 hectáreas.
Se trata de un entorno paisajístico que constituye una reserva botánica de alto valor, con más de 700 especies de flora de alta montaña pirenaica, 50 de ellas únicas en el Pirineo. Los itinerarios guiados terminan en un jardín botánico donde pueden encontrarse distintas variedades de plantas subalpinas y alpinas con propiedades medicinales y cosméticas.

## Objetivos
- Proteger la singularidad e integridad de los valores naturales.
- Mantener la estructura funcional de los ecosistemas.
- Turismo sostenible, uso público y educación ambiental.
- Promover la investigación científica.[1]

## Recursos
- Ganaderos. En el parque se fomenta la ganadería por considerarse una actividad tradicional imprescindible para el mantenimiento de la calidad de los pastos de alta montaña y la existencia de algunas comunidades vegetales, favoreciendo la biodiversidad.
- Recursos Vegetales. A excepción de algunas plantas medicinales o de uso tradicional, no se puede arrancar o cortar ninguna especie vegetal, sin embargo, si se puede recolectar algunos frutos comestibles como las grosellas, frambuesas y arándanos.
- Caza. El parque de Sorteny es un coto de caza cuyos límites están definidos por la Ley de cotos de caza del 13 de abril de 2000.
- Pesca. Desde 2005 se elabora un plan de pesca que propone la pesca sin muerte en el río Sorteny y la pesca con presas limitadas o sin muerte en el lago Estanyó.

## Acceso
Se accede a él a través de un desvío que existe en la carretera que une Ordino con Arcalís, en el Valle de Ordino.